# Danay García
Danay García (Havana, 5 juli 1984) is een Cubaanse actrice. Ze speelde in diverse films en series, waaronder Widows, Prison Break en Fear the Walking Dead.

## Filmografie

### Film
- 2006: Danika, als Myra
- 2009: From Mexico with Love, als Maria
- 2010: Peep World, als assistent
- 2011: Rehab, als Michelle Lopez
- 2011: Cenizas Eternas, als Elena
- 2012: Choices, als Sonora Garcia
- 2013: Man Camp, als Monica
- 2014: Liz in September, als Coqui
- 2016: Widows, als Natalie Cruz
- 2017: Havana, Habana, als Maria
- 2017: Boost, als Sheeren Montes
- 2017: Sniper: Ultimate Kill, als Kate Estrada
- 2017: Avenge the Crows, als Loca
- 2021: Spiked, als Diana
- 2021: Baby Money, als Minny

### Televisie
- 2007: CSI: Miami, als Camille Tavez
- 2007-2009: Prison Break, als Sofia Lugo
- 2009: CSI: NY, als Flora Pollock
- 2009: The Cleaner, als Anna
- 2013: Supernaturel, als Ellie
- 2016-2023: Fear the Walking Dead, als Luciana Galvez
- 2017: Hawaii Five-0, als Elena Sachs
- 2020: 50 States of Fright, als Maria Vazquez

### Computerspel
- 2016: Mafia III, als Alma Diaz